# Alcatel Mobile
Alcatel (trước đây là Alcatel OneTouch) là một thương hiệu thiết bị điện thoại di động của Pháp thuộc sở hữu của công ty điện tử tiêu dùng Phần Lan Nokia và được sử dụng theo giấy phép  bởi công ty điện tử Trung Quốc TCL Corporation. Thương hiệu Alcatel được cấp phép vào năm 2005 bởi công ty điện tử và viễn thông của Pháp trước đây Alcatel-Lucent cho TCL về điện thoại di động và thiết bị, và giấy phép hiện tại sẽ hết hạn vào cuối năm 2024. Nokia đã mua lại tài sản của Alcatel-Lucent vào năm 2016 và do vậy cũng được thừa hưởng thỏa thuận cấp phép của thương hiệu Alcatel.

## Lịch sử

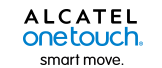
Logo trước kia của Alcatel One Touch

Alcatel Mobile Phones được thành lập vào tháng 4 năm 2004 vốn là một liên doanh giữa Alcatel-Lucent (45%) và TCL Corporation (55%). Alcatel lúc đầu bắt đầu sản xuất điện thoại di động từ năm 1998.
Năm 2005, liên doanh bị giải thể và TCL mua lại 45 phần trăm cổ phần của Alcatel-Lucent, và Alcatel Mobile Phones trở thành một công ty con thuộc sở hữu hoàn toàn của TCL. Tên thương hiệu đã được cấp phép cho TCL.
Năm 2010, Alcatel One Touch trở thành thương hiệu của tập đoàn. Vào tháng 2 năm 2016, nó được đổi lại đơn giản thành Alcatel và một logo mới được giới thiệu.
Vào tháng 1 năm 2018, Alcatel thông báo sẽ hợp tác với Flipkart để mang các thiết bị Alcatel đến với thị trường Ấn Độ.

### Cấu trúc công ty
TCL Mobile Limited (tên trước đây: T&A Mobile Phones Limited) là một thành viên của TCL Communication được niêm yết trên Sở Giao dịch Chứng khoán Hong Kong (HKSE: 2618) được thành lập vào tháng 8 năm 2004 bởi TCL Communication và Alcatel. TCL Mobile Limited quản lý 3 đơn vị kinh doanh: Alcatel, TCL Mobile Phones và Brand Design Lab. Kể từ năm 2016, TCL Communication cũng là công ty phát triển thiết bị BlackBerry.

## Giải thưởng
Năm 2012, Alcatel giành được giải thưởng thiết kế iF của Diễn đàn Thiết kế Quốc tế cho các mẫu điện thoại One Touch 818 và Onetouch 355 Play của họ.

## Các thiết bị
Điện thoại Alcatel đầu tiên là OT Easy HF, phát hành vào năm 1998, và có thời lượng pin chờ đến 140 giờ.
Năm 2014, 'Alcatel OneTouch Pop 7' được phát hành.
Năm 2015, họ phát hành 'Alcatel OneTouch Pop Fit', thiết bị này có thể được đeo vào cổ tay.
Năm 2016, phát hành 'Alcatel Idol 4s'.
Cũng trong năm 2016, 'Alcatel Pop 4', 'Alcatel Pop 4+', 'Alcatel Pop 4s' and 'Alcatel Pop 7 lte' được phát hành.
Trong Triển lãm di động toàn cầu (MWC) 2017 ở Barcelona, TCL ra mắt Alcatel A50 LED, được cho là điện thoại thông minh Android đầu tiên "có lớp phủ đèn LED tương tác được". vào ngày 10 tháng 11, công ty ra mắt chiếc điện thoại Alcatel A5 LED và Alcatel A7 ở Ấn Độ.

### Thư viện

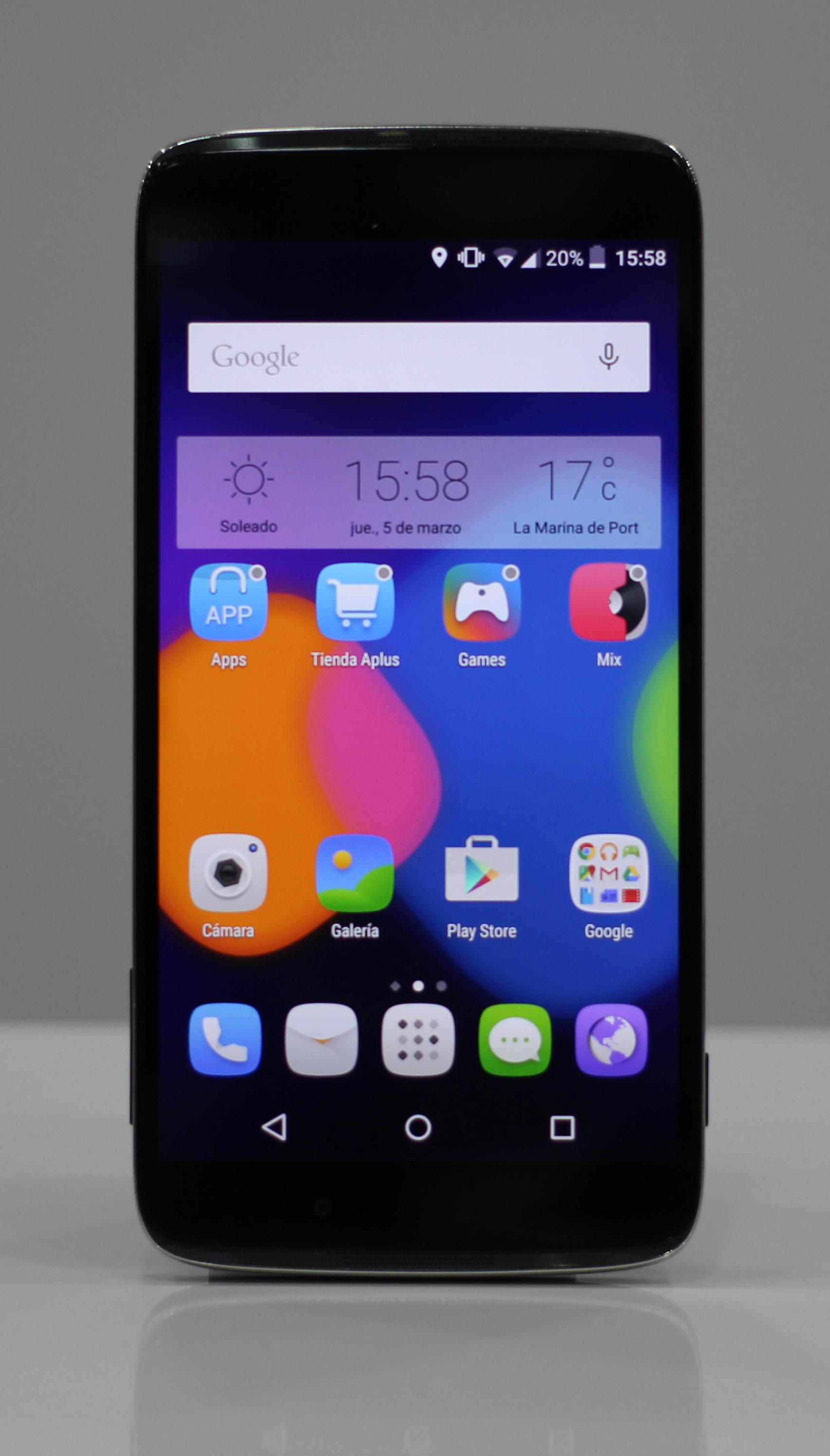
Alcatel OneTouch Idol 3 (2015)
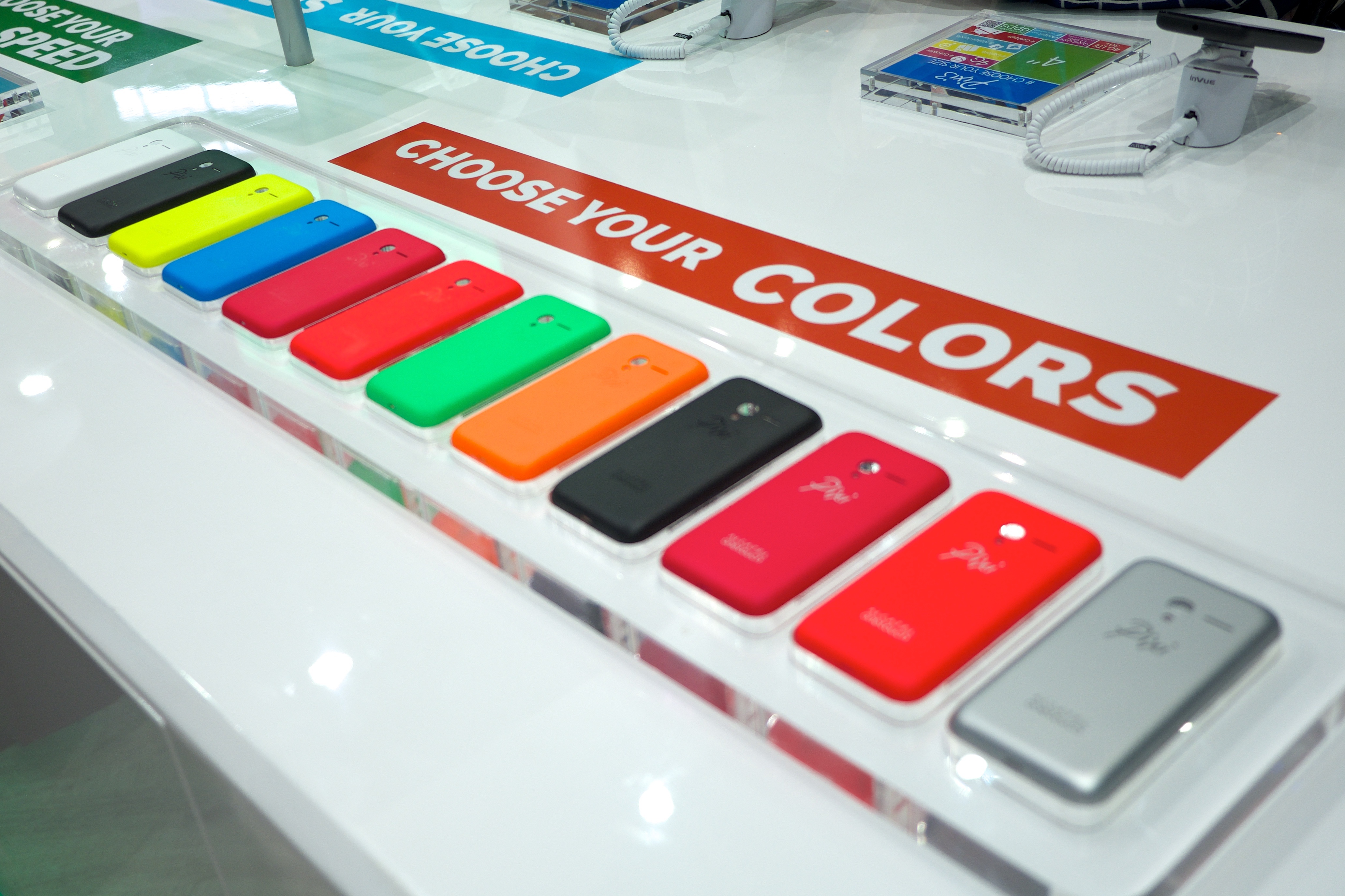
Alcatel OneTouch Pixi 3 (2015)
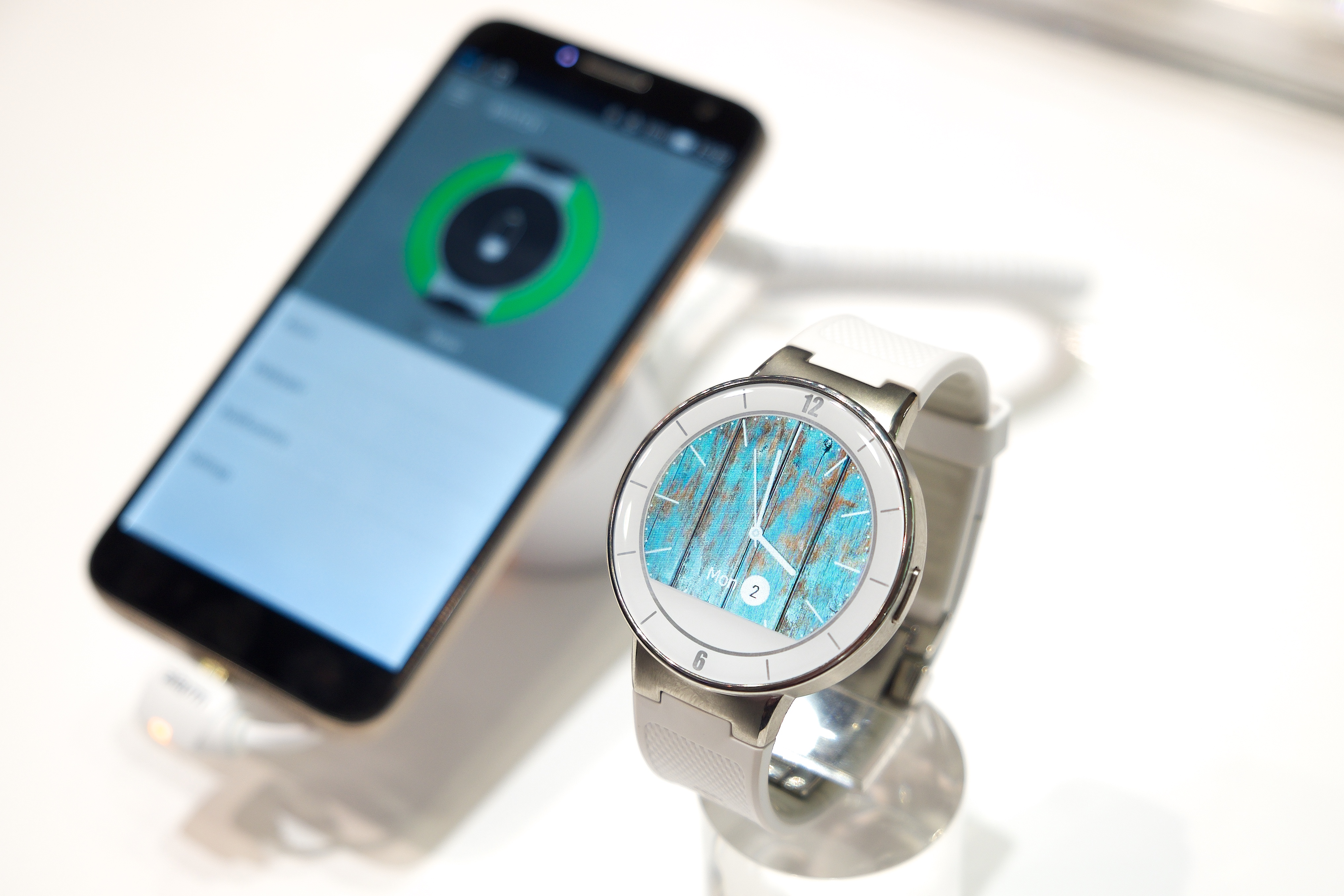
Alcatel Watch (2015)
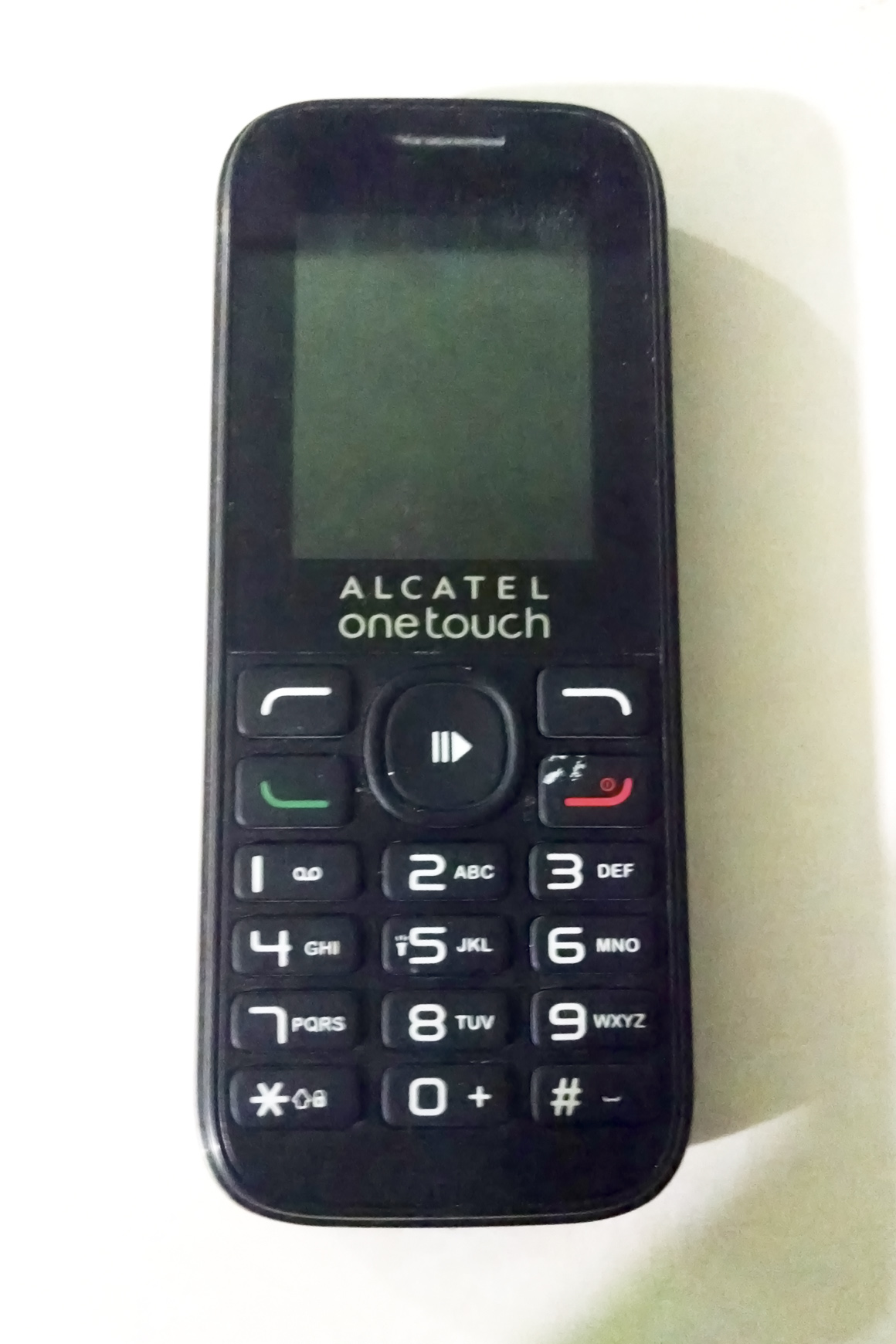
Alcatel OneTouch 1050 (2016)
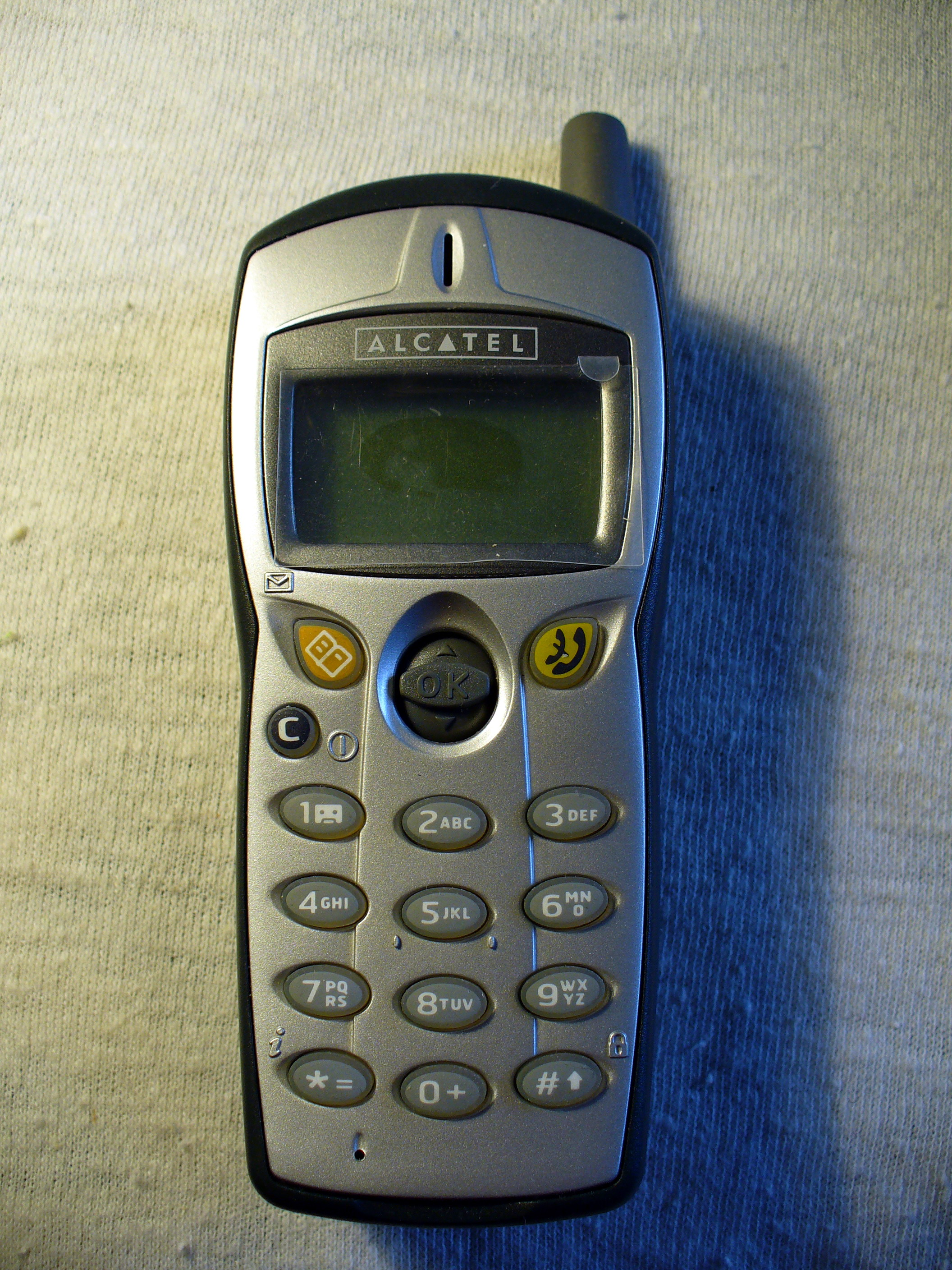
Alcatel OT 300 (2000)
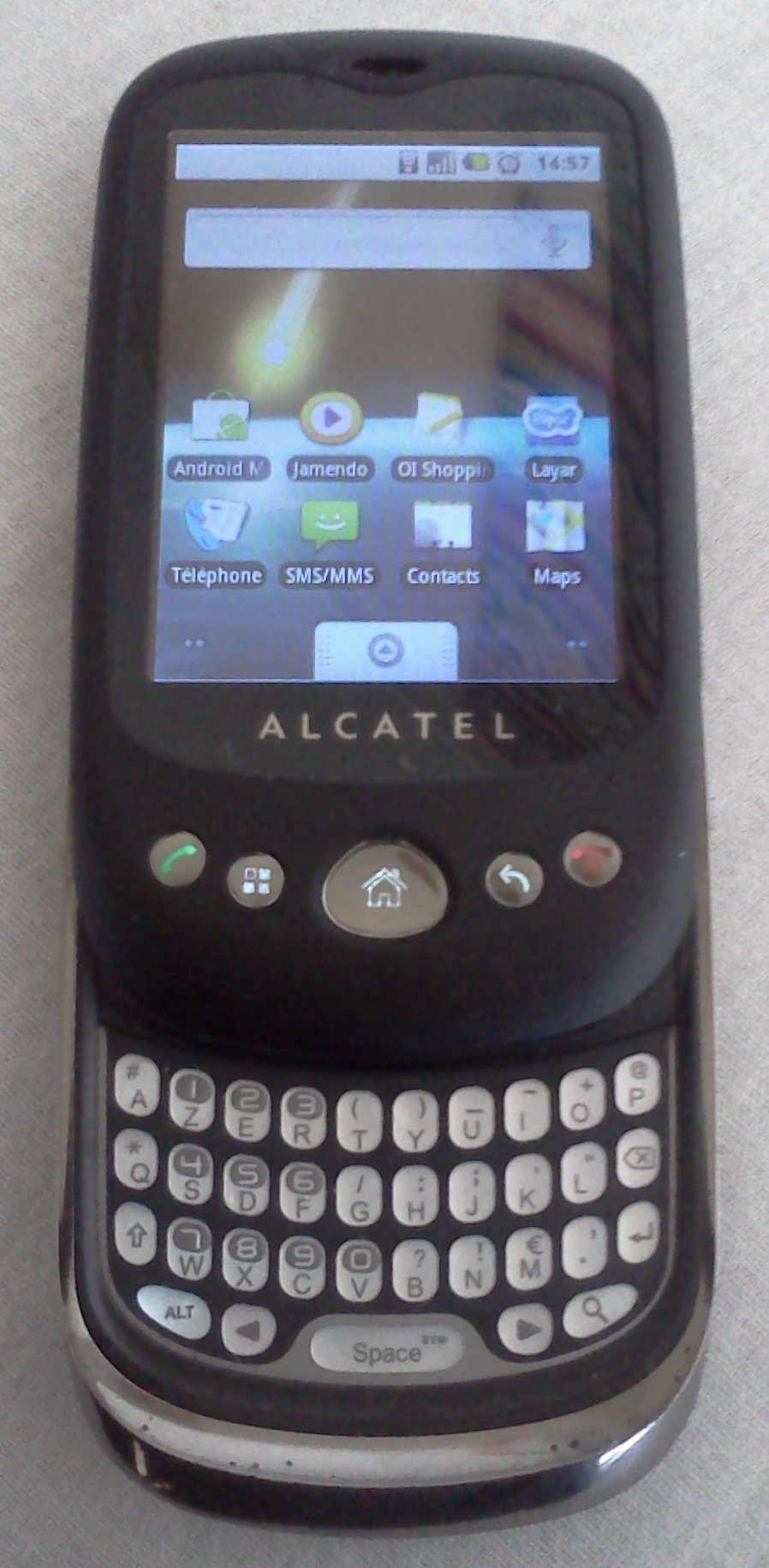
Alcatel OT 980 (2010)
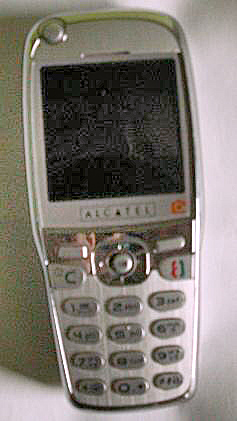
Alcatel OT 735 (2003)
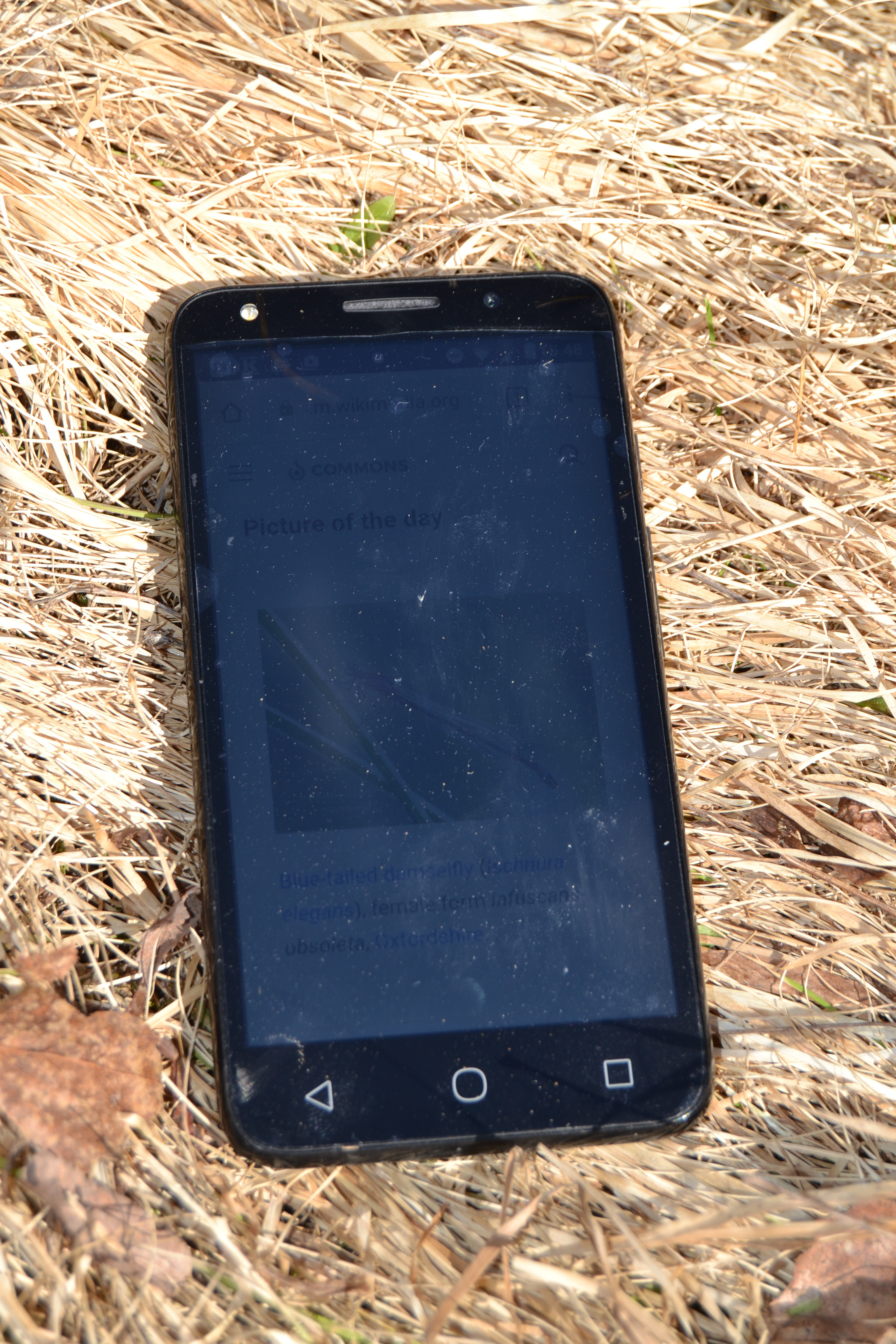
Alcatel One Touch Pixi 4 (2016)
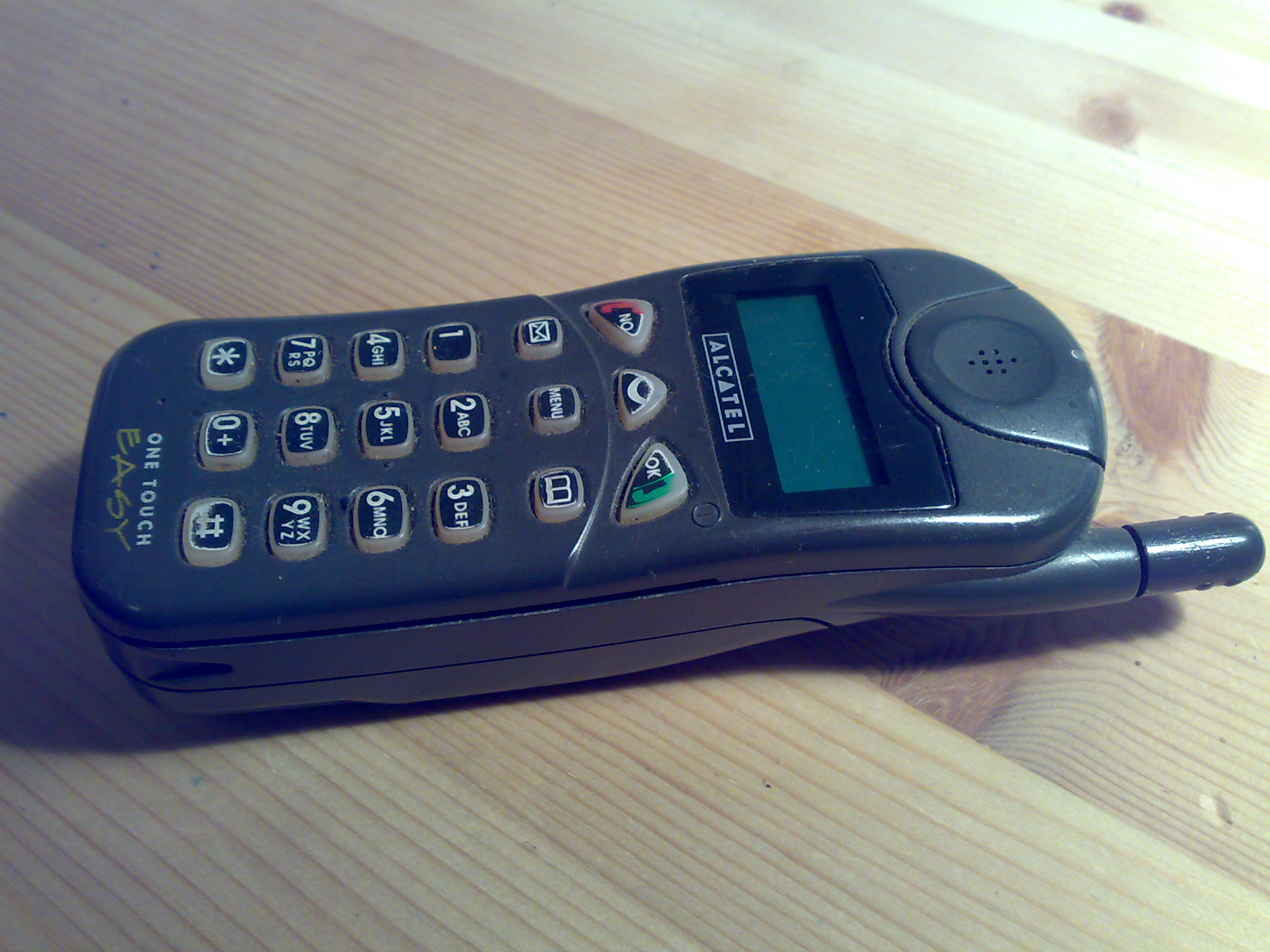
Alcatel One Touch Easy HD1 (1997)
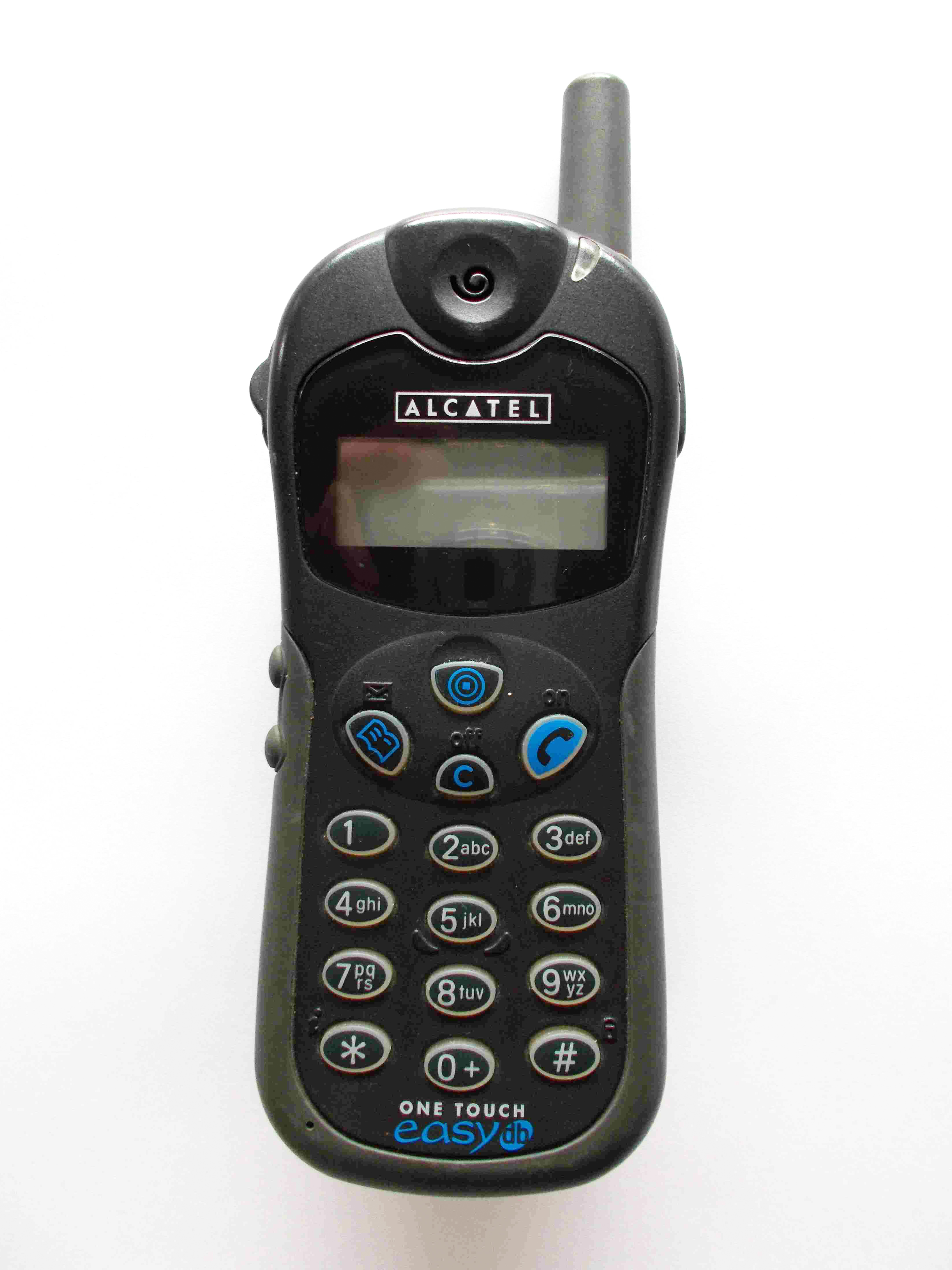
Alcatel One Touch Easy (2000)